# Pimpri
Pimpri fou un estat tributari protegit del districte de Khandesh, a la presidència de Bombai, en el grup anomenat Estats Dangs. Tenia una superfície d'uns 260 km², i una població de 4.046 habitants, amb uns ingressos estimats de 312 lliures. Limitava al nord amb Sadmal i Khatal Masuli, a l'est amb Chikhli i Palasvihir, al sud amb la muntanya Kalam, i a l'oest amb Sadardev i el riu Zuria. El sobirà vers el 1880 era Nilubaba Trimbak, un bhil d'uns 30 anys amb residència a Pimpri. La successió seguia el principi de primogenitura